# 冰岛国家广播第二频道
第二頻道（冰島語：Rás 2）是冰島國家廣播公司一條冰島語公共電台頻道，主要播放新聞簡報、時事資訊、流行音樂和潮流音樂節目，並是當地擁有較高收聽率的電台頻道之一。這條頻道於1983年12月1日正式開播，並能夠透過調頻廣播、衛星電台與網絡串流方式收聽。